# هنا شیحه
هنا شیحه (عربی: هنا شيحة؛ زادهٔ ۲۵ دسامبر ۱۹۷۹) هنرپیشه اهل مصر است.